# Shin'ichi Satō
Pour les articles homonymes, voir Sato.
Shin'ichi Satō (佐藤 真一, Satō Shin'ichi), né le 7 août 1965 à Sapporo, est un joueur de baseball japonais.

## Biographie
Shin'ichi Satō remporte avec l'équipe du Japon de baseball la médaille de bronze olympique aux Jeux olympiques d'été de 1992 à Barcelone.